# جوزيف ريي غرين
جوزيف ريي غرين (1903 - 1836) هو عالم حيوان وأكاديمي أيرلندي. كان ريي غرين أستاذًا للتاريخ الطبيعي في كلية كورك الجامعية بين عامي 1858 و 1877. كان أحد محرري مراجعة التاريخ الطبيعي. تخصص في الهدرونات. جوزيف ريني غرين ولا ينبغي الخلط بينه وبين عالم الحشرات الأيرلندي جوزيف غرين.

## أعماله
- في عام 1857، الأسماك على ساحل دبلن مع وصف لسبعة أشكال جديدة لا ترى بالعين المجردة، مراجعة التاريخ الطبيعي، وقائع المجتمعات 242-250 .
- في عام 1869، أعد دليل «كتيب إرشادات» عن اللافقاريات، Vo8، لندن.
- في عام 1859، برفقة إدوارد بيرسيفال رايت أعد تقرير عن الحيوانات البحرية في السواحل الجنوبية والغربية من أيرلندا. تقرير الجمعية البريطانية لتقدم العلوم 176-181.